# Xu Yang
Xu Yang (en chino tradicional, 徐陽; en chino simplificado, 徐阳; pinyin, Xú Yáng; Shenyang, China; 6 de junio de 1974) es un exfutbolista de China que jugaba en la posición de centrocampista. Actualmente es comentarista de fútbol en el canal CCTV-5 de China.

## Carrera

### Club
| Periodo   | Club                        | Apariciones | Goles |
| --------- | --------------------------- | ----------- | ----- |
| 1994–1996 | Bayi Football Team          | 26          | 0     |
| 1997–2000 | Beijing Guoan               | 39          | 5     |
| 1999      | → Shenzhen Ping An (cedido) | 4           | 0     |
| 2001–2002 | Shandong Luneng Taishan     | 13          | 0     |
| 2003      | Bayi Football Team          | 0           | 0     |
| 2004      | Shandong Luneng Taishan     | 0           | 0     |

### Selección nacional
Jugó para China en siete ocasiones y participó en la Copa Asiática 2000.

## Logros
- Copa de China de fútbol (2): 1997, 2004
- Supercopa de China (1): 2004